# Bryan Dabo
Bryan Boulaye Kevin Dabo (* 18. Februar 1992 in Marseille) ist ein burkinisch-malischer Fußballspieler, welcher in Frankreich geboren ist. Der defensiver Mittelfeldspieler spielt für Benevento Calcio in der Serie A und für die burkinische Fußballnationalmannschaft.

## Vereinskarriere
Dabo machte sein professionelles Debüt für HSC Montpellier am 16. Mai 2010 in einem 3:1-Sieg gegen Paris Saint-Germain als er in der 84. Minute für Geoffrey Dernis eingewechselt wurde.  Er machte seinen ersten Start gegen den SC Bastia. Nach einer kurzen Leihe zu den Blackburn Rovers in die Football League Championship, für die er allerdings kein Ligaspiel absolvierte, wurde er im Laufe der Saison 2014/15 zu einem Bestandteil der ersten Mannschaft von Montpellier.
Im Juni 2016 wechselte Dabo Montpelliers Ligakonkurrenten AS Saint-Étienne und unterschrieb dort einen mit einem Vierjahresvertrag zu. Die Ablösesumme lag bei 4 Millionen Euro. Am 21. September 2016 gab er sein Debüt bei einem 0:0 beim FC Nantes. In eineinhalb Spielzeiten kam er allerdings nicht über die Rolle eines Rotationsspielers hinaus.
Am 30. Januar 2018 wechselte für eine Ablöse von 3 Millionen Euro Dabo zum AC Florenz. Er gab sein Serie-A-Debüt am 18. Februar 2018 bei einem Auswärtsspiel gegen Atalanta Bergamo, das mit 1:1 endete. Anfang 2020 schloss er sich für ein halbes Jahr auf Leihbasis SPAL Ferrara an. Seit September 2020 steht er bei Benevento Calcio unter Vertrag.

## Nationalmannschaft
Dabo wurde in Frankreich als Sohn eines burkinischen Vaters und einer malischen Mutter geboren. Er spielte für die französische U21-Nationalmannschaft einmal in einem Freundschaftsspiel im Jahr 2013.
Er erhielt später Einladungen für die Nationalmannschaften von Mali und Burkina Faso. 2018 gab er sein Länderspieldebüt für Burkina Faso.